# Natascha Bonnermann
Natascha Bonnermann (* 29. Juli 1971 in Frankfurt am Main) ist eine deutsche Schauspielerin.

## Leben
Ihre Kindheit verbrachte Bonnermann in Köln. Von 1989 bis 1994 absolvierte sie ihre Schauspielausbildung in der Folkwangschule in Essen. Im Fernsehen war Natascha Bonnermann u. a. in der Serie Lindenstraße als „Pia Lorenz“ (Folge 678–964) zu sehen. Auch in den Reihen Sterne des Südens, Für alle Fälle Stefanie oder Liebling Kreuzberg hatte sie immer Rollen inne. Außerdem stand Natascha Bonnermann auch auf der Theaterbühne wie am Théâtre Vidy-Lausanne.
Die passionierte Tangotänzerin und Fechterin lebt heute in Berlin. Dort ist sie seit 2005 als geschäftsführende Gesellschafterin eines hochwertigen Gastronomiebetriebs tätig.

## Filmografie (Auswahl)
- 1994: Nich’ mit Leo
- 1995: Für alle Fälle Stefanie (Fernsehserie, 1 Folge)
- 1996: Sterne des Südens (Fernsehserie)
- 1997: Alarm für Cobra 11 – Die Autobahnpolizei (Fernsehserie, 1 Folge)
- 1997: Liebling Kreuzberg (Fernsehserie, 1 Folge)
- 1998: Die Anrheiner (Fernsehserie, 50 Folgen)
- 1998–2004: Lindenstraße (Fernsehserie)
- 1999: Sperling und der falsche Freund (Fernsehreihe)
- 2000: Die Wache (Fernsehserie, 1 Folge)
- 2000: Die Unbesiegbaren
- 2001: Scheidung mit Hindernissen
- 2004: Balko (Fernsehserie, 1 Folge)
- 2007: Löwenzahn (Fernsehserie, 1 Folge)
- 2007: Allein unter Bauern (Fernsehserie, 4 Folgen)
- 2009: Revision – Apocalypse II
- 2012: Bella Australia
- 2015: SOKO Wismar (Fernsehserie, 1 Folge)